# Stanislav Henych
Stanislav Henych (* 19. Februar 1949 in Jilemnice) ist ein ehemaliger tschechoslowakischer Skilangläufer.

## Werdegang
Henych, der für den Spartak Vrchlabí und den Dukla Liberec startete, trat international erstmals bei den Olympischen Winterspielen 1972 in Sapporo in Erscheinung. Dort belegte er den 21. Platz über 15 km, den neunten Rang über 30 km und den achten Platz mit der Staffel. In der Saison 1973/74 errang er bei den Lahti Ski Games den zehnten Platz über 15 km und den achten Platz über 50 km und holte beim Saisonhöhepunkt, den Nordischen Skiweltmeisterschaften 1974 in Falun, hinter Gerhard Grimmer die Silbermedaille über 50 km. Zudem belegte er dort den 13. Platz über 15 km und den fünften Rang mit der Staffel und erreichte zum Saisonende den vierten Platz im inoffiziellen Gesamtweltcup. Bei den Olympischen Winterspielen im Februar 1976 in Innsbruck lief er auf den 46. Platz über 15 km, auf den 30. Rang über 30 km und auf den zehnten Platz mit der Staffel. Im Dezember 1976 errang er in Davos den zweiten Platz über 15 km. Seine letzten internationale Rennen absolvierte er in der Saison 1977/78. Dabei wurde er Dritter mit der Staffel bei den Svenska Skidspelen. Bei den Nordischen Skiweltmeisterschaften 1978 in Lahti kam er auf den 44. Platz über 30 km und auf den 36. Rang über 50 km.
Bei tschechoslowakischen Meisterschaften siegte Henych viermal über 15 km (1971, 1973, 1974 und 1976), zweimal über 30 km (1974, 1976) und fünfmal mit der Staffel (1971, 1972, 1975, 1976, 1979) von Dukla Liberec. Zudem wurde er 1975 und 1979 Zweiter über 15 km, 1977 und 1978 Zweiter mit der Staffel, 1978 Zweiter über 50 km und 1975 Dritter über 30 km.